# Dillenia suffruticosa
Dillenia suffruticosa är en tvåhjärtbladig växtart som först beskrevs av William Griffiths, och fick sitt nu gällande namn av Ugolino Martelli. Dillenia suffruticosa ingår i släktet Dillenia och familjen Dilleniaceae. Inga underarter finns listade i Catalogue of Life.

## Bildgalleri

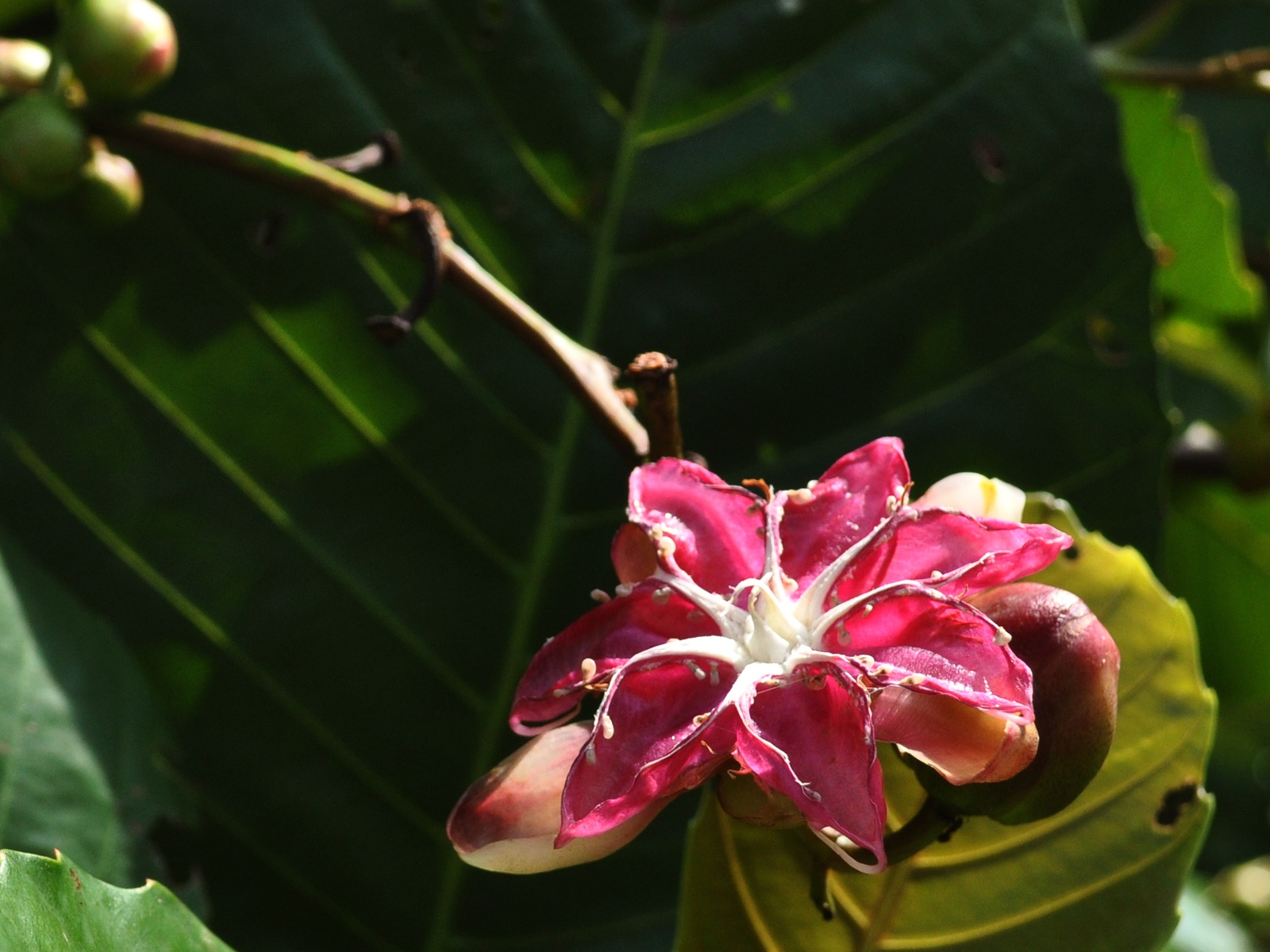
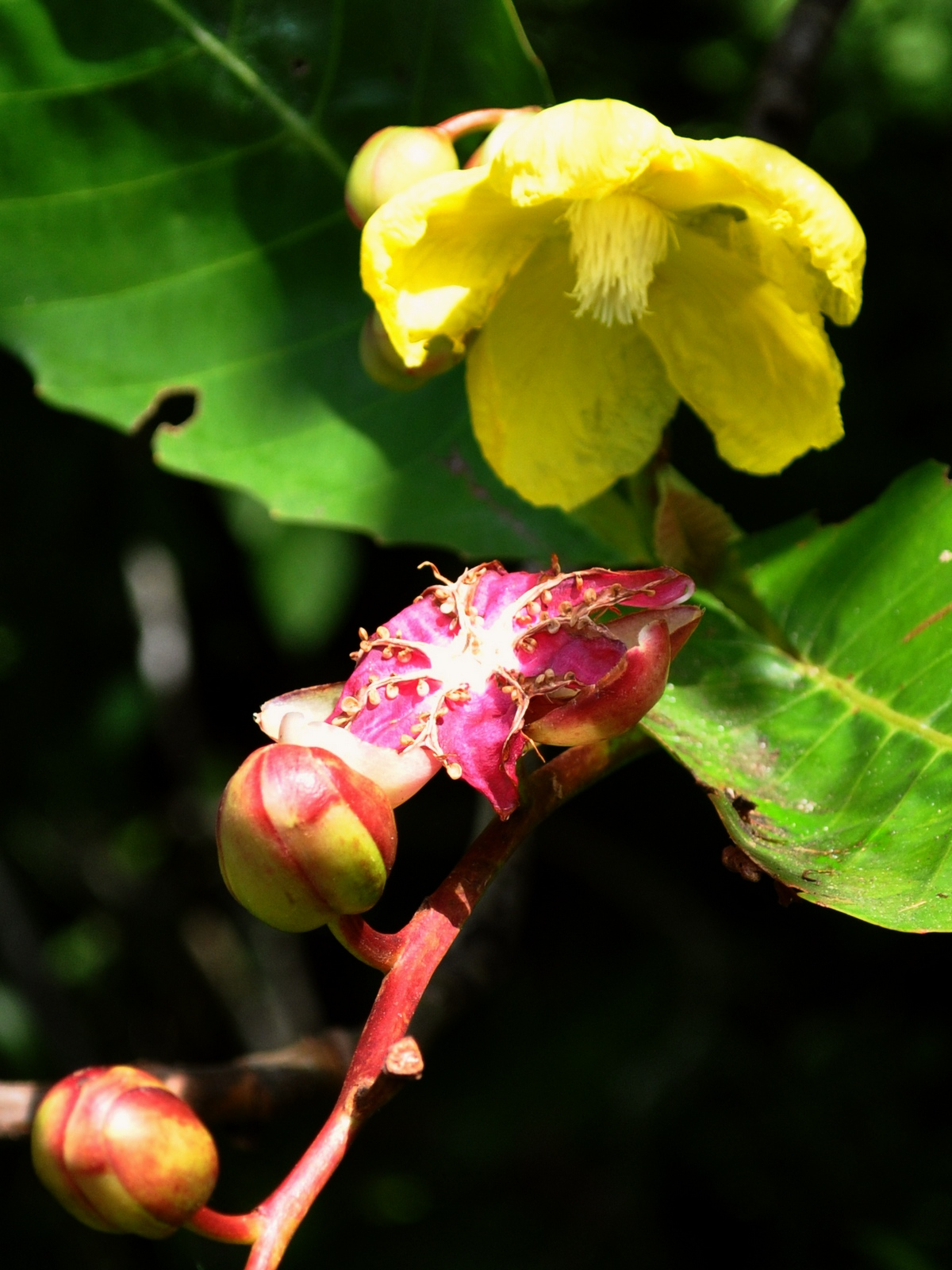
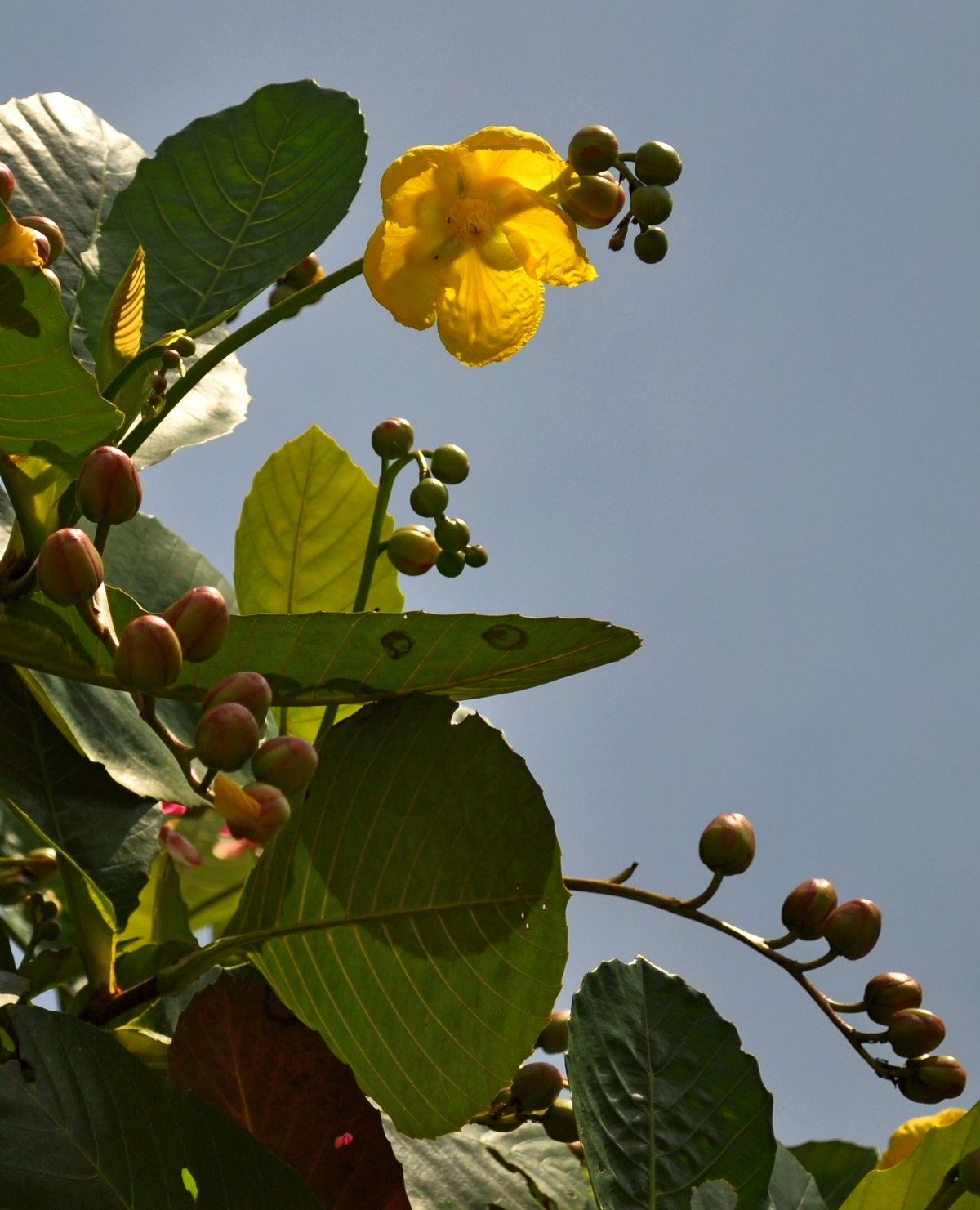
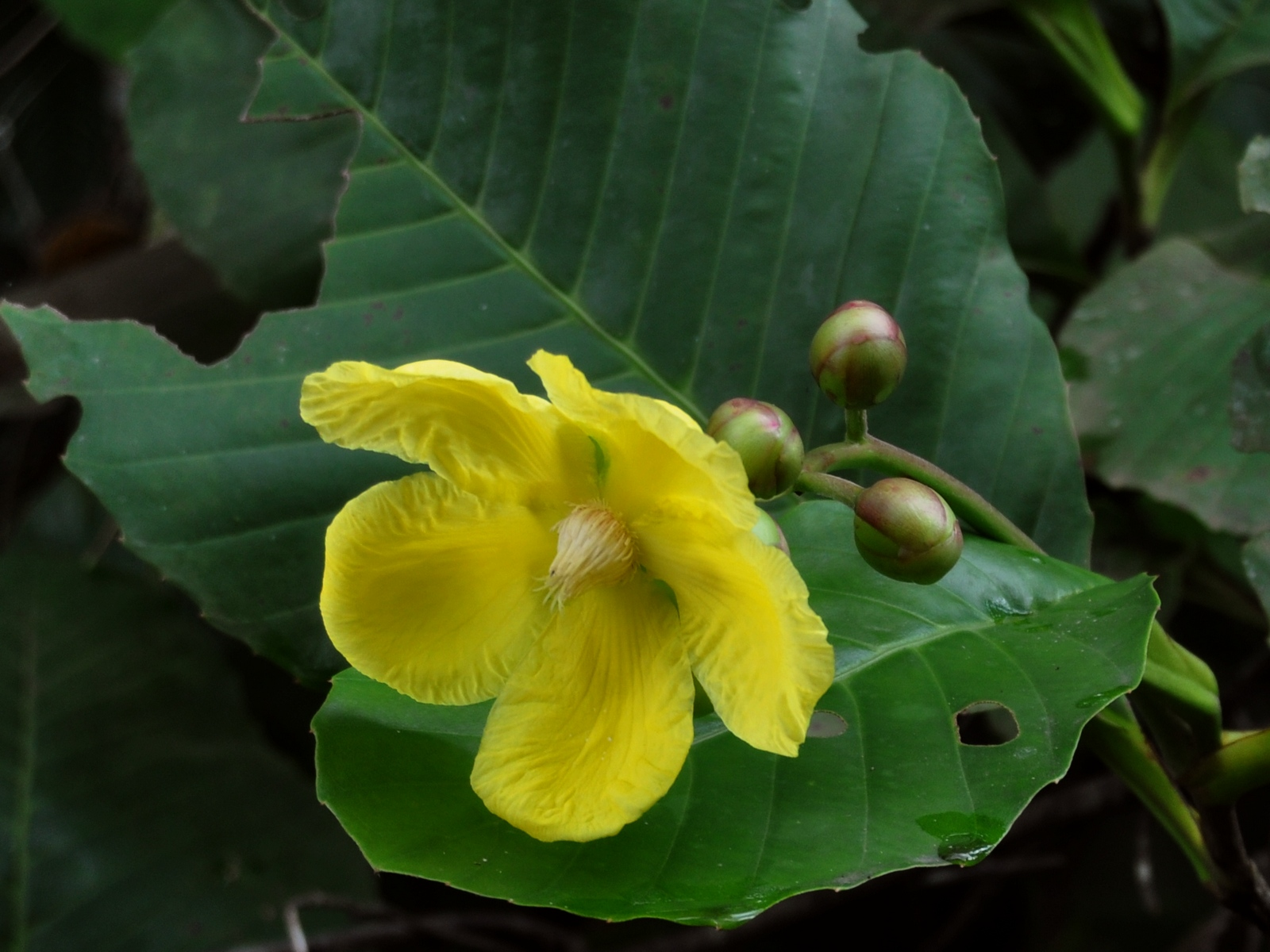
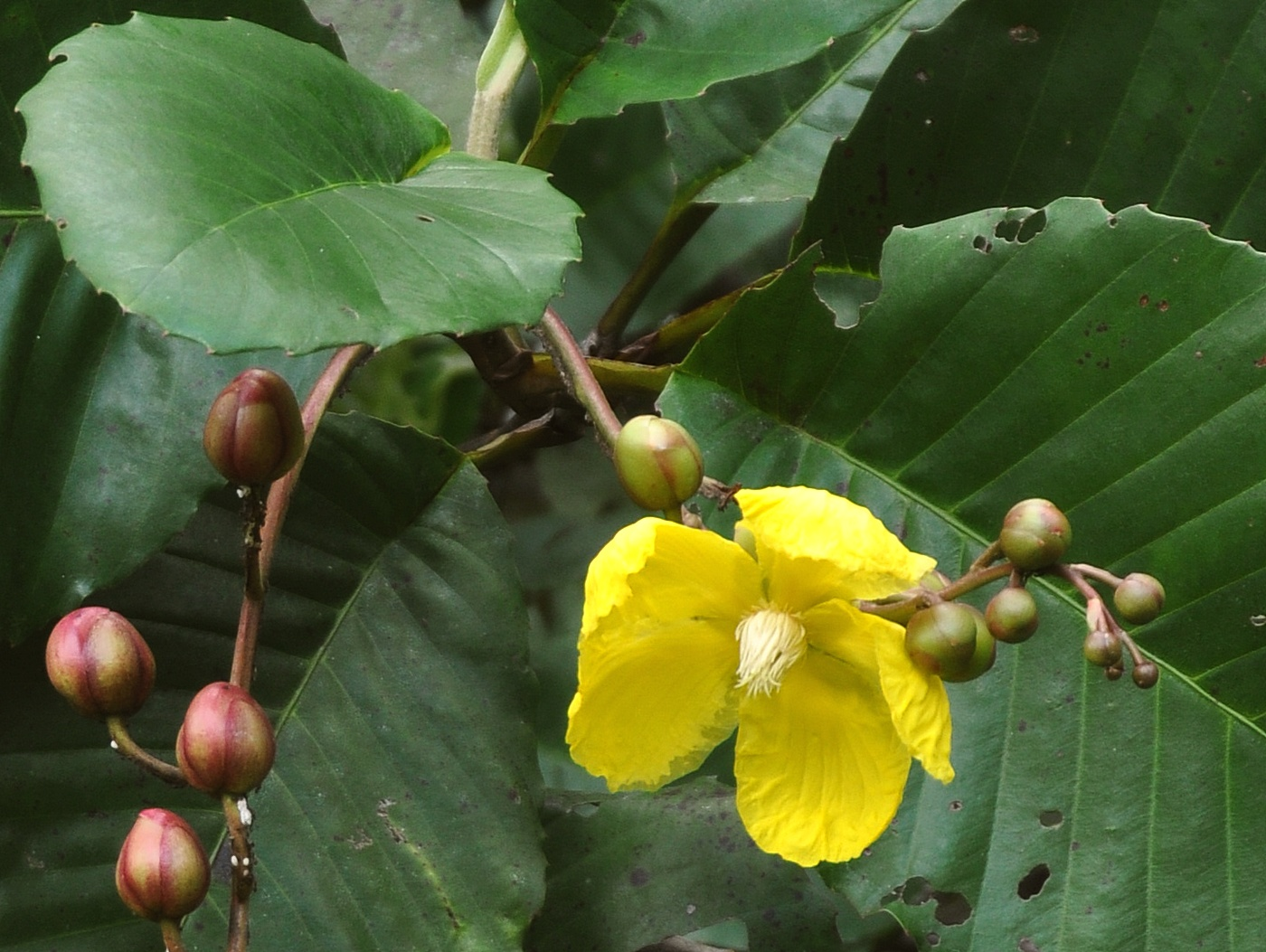
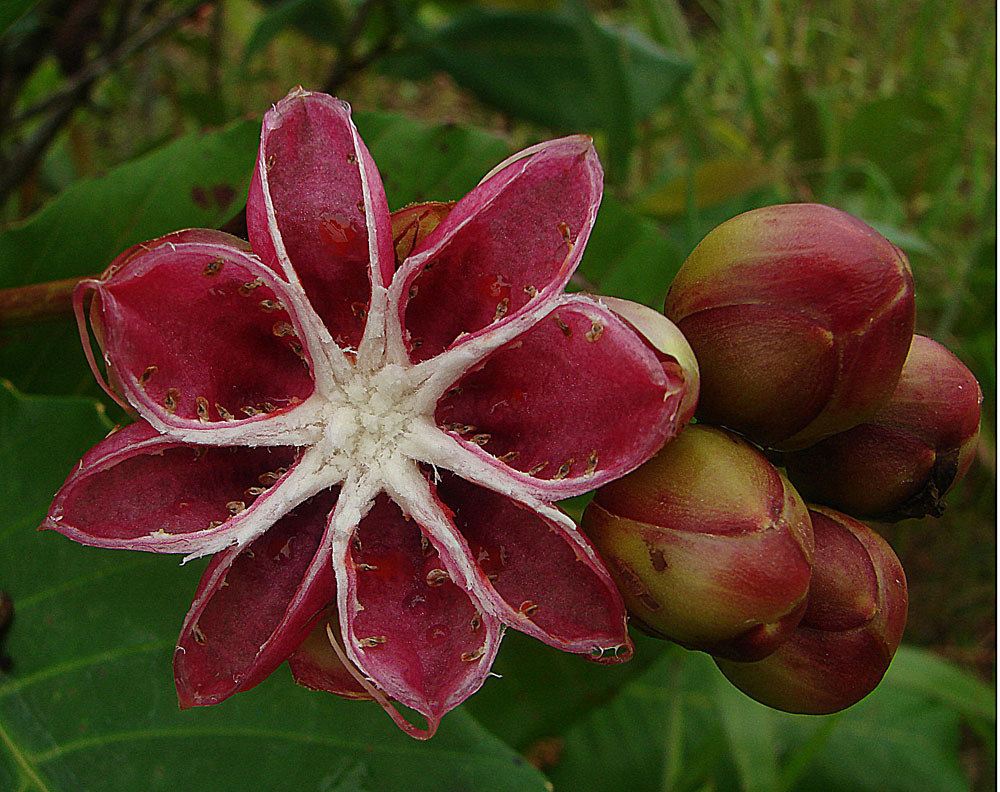